# Zorzines formosensis
Zorzines formosensis là một loài bướm đêm trong họ Noctuidae.